# Salt Lake City Stars 2020-2021
La stagione 2020-21 dei Salt Lake City Stars fu la 15ª nella NBA D-League per la franchigia.
I Salt Lake City Stars arrivarono diciassettesimi nella regular season con un record di 4-11, non qualificandosi per i play-off.

## Roster
|    | Naz.                   | Ruolo | Sportivo         | Anno | Alt. | Peso |  |
| -- | ---------------------- | ----- | ---------------- | ---- | ---- | ---- |  |
| 0  | Stati Uniti (bandiera) | G     | Mike Scott       | 1993 | 183  | 82   |  |
| 1  | Stati Uniti (bandiera) | GA    | Malcolm Miller   | 1993 | 201  | 95   |  |
| 2  | Stati Uniti (bandiera) | A     | Malik Benlevi    | 1997 | 196  | 102  |  |
| 4  | Stati Uniti (bandiera) | G     | Marcus Graves    | 1996 | 185  | 85   |  |
| 5  | Stati Uniti (bandiera) | A     | Jarrell Brantley | 1996 | 196  | 113  |  |
| 6  | Stati Uniti (bandiera) | G     | Dakarai Allen    | 1995 | 196  | 88   |  |
| 7  | Stati Uniti (bandiera) | A     | Tre Scott        | 1996 | 203  | 102  |  |
| 9  | Stati Uniti (bandiera) | A     | Tyler Bey        | 1998 | 201  | 98   |  |
| 11 | Stati Uniti (bandiera) | G     | Yogi Ferrell     | 1993 | 183  | 81   |  |
| 13 | Stati Uniti (bandiera) | A     | Paul White       | 1995 | 206  | 102  |  |
| 15 | Stati Uniti (bandiera) | G     | Trevon Bluiett   | 1994 | 196  | 90   |  |
| 17 | Giamaica (bandiera)    | C     | Romaro Gill      | 1994 | 218  | 116  |  |
| 20 | Nigeria (bandiera)     | AC    | Udoka Azubuike   | 1999 | 208  | 127  |  |
| 22 | Stati Uniti (bandiera) | G     | Jake Toolson     | 1996 | 196  | 93   |  |
| 25 | Australia (bandiera)   | GA    | Josh Green       | 2000 | 196  | 91   |  |
| 30 | Stati Uniti (bandiera) | G     | Elijah Hughes    | 1998 | 196  | 98   |  |
|    | Nigeria (bandiera)     | A     | Jordan Nwora     | 1998 | 203  | 102  |  |

## Staff tecnico
- Allenatore: Nathan Peavy
- Vice-allenatore: Bryan Bailey
- Preparatore atletico: Juan Torres
- Preparatore fisico: Jordan Harding